# Предеал (Прахова)
Предеал (рум. Predeal) насеље је у Румунији у округу Прахова у општини Предеал-Сарари. Oпштина се налази на надморској висини од 458 m.

## Становништво
Према подацима из 2002. године у насељу је живело 580 становника, од којих су сви румунске националности.